# Réserve nationale de faune de l'Île Sea Wolf
La réserve nationale de faune de l'Île Sea Wolf (anglais : Sea Wolf Island National Wildlife Area) est une aire protégée du Canada et l'une des 6 réserves nationales de faune de la Nouvelle-Écosse. Cette petite aire protégée a pour mission de protéger la totalité de l'île Margaree, qui est aussi connue sous le nom de Sea Wolf.

## Géographie
L'île Margaree est une île composée de grès. L'élévation maximale de l'île est de 50 m. Ses rives sont composées de falaises de grès de 5 à 10 m au sud et de 30 m au nord-ouest. L'île n'a aucune anse permettant un accès facile.

## Oiseaux
L'île est une importante colonie de Grand Cormoran. Le Petit Pingouin s'y reproduit également.